# Memòria de treball verbal
La memòria de treball verbal és una funció executiva que fa possible a l'ésser humà reflexionar, dirigir la conducta, formular-se preguntes i resoldre problemes. Russell Barkley la denomina també «internalització de la parla». Es desenvolupa de manera gradual durant el creixement (9-12 anys), i consisteix en aprendre a mantenir un diàleg silenciós amb un mateix per aclarir i dirigir la conducta.
És fonamental per a la generació de regles i meta-regles aplicades al propi comportament.
Es desenvoluparia entre els 9 i els 12 anys, i requereix la inhibició del sistema perifèric muscular, atès que es tracta d'una veu totalment privada.